# Inio Asano
Inio Asano (浅野 いにお, Asano Inio, 22 de setembre de 1980) és un autor japonès de manga. És autor d'aclamades obres com Solanin, la qual va ser adaptada al cinema el 2010, amb l'actriu Aoi Miyazaki com a protagonista de la pel·lícula. També és conegut per les exitoses sèries de manga Oyasumi Punpun i Dead Dead Demon's Dededede Destruction.
És conegut per crear històries realistes i de personatges com a fil conductor, que van des del gènere slice of life fins a l'horror psicològic. Asano va guanyar el primer premi al concurs GX del 2001 per a joves artistes de manga. El 2010, el rotatiu Yomiuri Shimbun va descriure Asano com "una de les veus de la seva generació".

## Obres
- Futsū no Hi (普通の日, "An Ordinary Day") (2000)

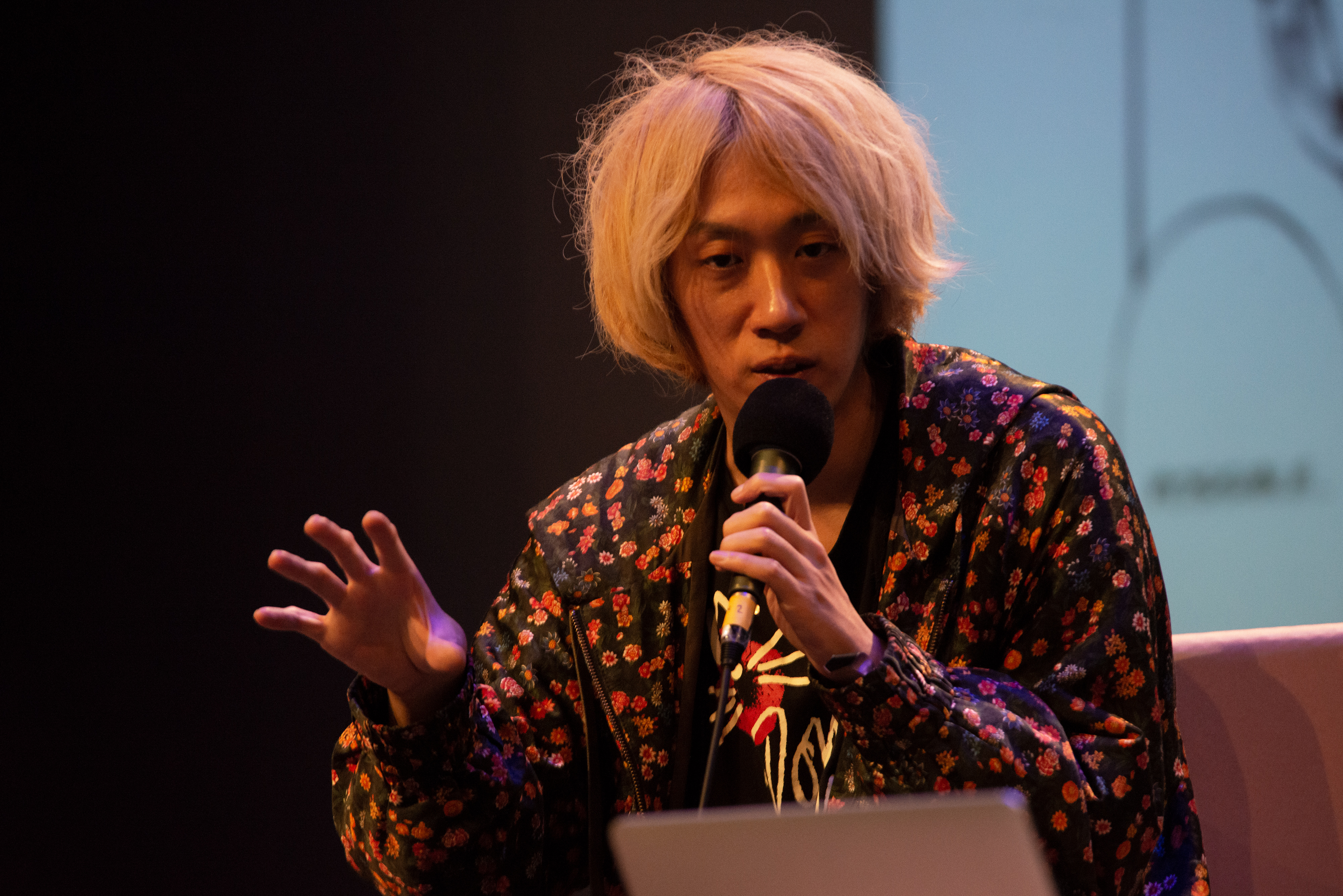
Inio Asano al Festival de Còmics d'Angoulême el 2020.

- Sotsugyōshiki Jigoku (卒業式地獄, "Graduation Ceremony Hell") (2000)
- Uchū kara Konnichi wa (宇宙からコンニチハ, "Hello from the Universe") (2001)
- What a Wonderful World! (素晴らしい世界, Subarashii Sekai) (2002 – 2004)
- Nijigahara Holograph (虹ヶ原ホログラフ, Nijigahara Horogurafu) (2003 – 2005)
- Hikari no Machi (ひかりのまち, "City of Lights") (2004 – 2005)
- Sekai no Owari to Yoake Mae (世界の終わりと夜明け前, "The End of The World and Before Dawn") (2005 – 2008)
- Solanin (ソラニン, Soranin) (2005 – 2006)
- Oyasumi Punpun (おやすみプンプン, Oyasumi Punpun) (2007 – 2013)
- Ozanari-kun (おざなり君) (2008 – 2011)
- A Girl on the Shore (うみべの女の子, Umibe no Onna no Ko) (2009 – 2013)
- Ctrl+T Asano Inio Works (Ctrl+T 浅野いにおWORKS, Kontorōru Purasu Tī Asano Inio Wākusu) (2010)
- Planet (2010)
- Toshi no Se (としのせ, "Year-end") (2012)
- Kinoko Takenoko (きのこたけのこ, "Mushroom Bamboo Shoot") (2013)
- Dead Dead Demon's Dededede Destruction (デッドデッドデーモンズデデデデデストラクション, Deddo Deddo Dēmonzu Dededededesutorakushon) (2014 – 2022)
  - Va guanyar el 66th Premi de Manga Shogakukan en la categoria general el 2021.[3]
- Bakemono Recchan/Kinoko Takenoko: Asano Inio Tanpenshuu (浅野いにお短編集　ばけものれっちゃん／きのこたけのこ) (February 6, 2015)
- Yūsha Tachi (勇者たち, "Heroes") (2015 – 2018)
- Funwari Otoko (ふんわり男, "A Gentle Man") (2016)
- Sayonara Bye-Bye (さよならばいばい, Sayonara Bai Bai) (2016)
- Downfall (manga)|Downfall (零落, Reiraku) (2017)
- Service Area (サービスエリア, Sābisueria) (2018)[4]
- Tempest (TEMPEST, Tenpesuto) (2018)[5]
- Moshi mo Tōkyō (もしも東京, "What if Tokyo...") (2020)
- Mujina into the deep (2023 – actualitat)